# Río Tobía
El río Tobía es un curso de agua del interior de la península ibérica, afluente del Najerilla.

## Descripción
Discurre por la comunidad autónoma española de La Rioja. Nace en la sierra de San Lorenzo, en un lugar conocido como las Peñas del Oro. Después de recorrer un trayecto de 15741 metros, en un curso que pasa junto a las localidades de Tobía y Matute, termina desembocando en el río Najerilla. Aparece descrito en la Descripción física, geológica y minera de la provincia de Logroño de la siguiente manera:

Río Tobía.—Nace, como el anterior, en la sierra de San Lorenzo y sitio llamado las Peñas del Oro. Corre al principio por el terreno siluriano; corta luego una faja del grupo secundario, que abandona cerca de Tobía para penetrar en el terciario, siguiendo por él hasta desembocar en el Najerilla.
En su curso de 15741 metros pasa por los pueblos de Tobía y Matute, surte de agua á una fundición de hierro y da movimiento á cinco molinos.
Cerca de Matute recoge por su margen derecha las aguas del arroyo Riguelos, y antes, cerca de su origen, las del arroyo del Prado.
(Sánchez Lozano, 1894, p. 55)

Pertenece a la cuenca hidrográfica del Ebro y sus aguas acaban vertidas en el mar Mediterráneo. 